# Dreikönigenglocke (Kölner Dom)

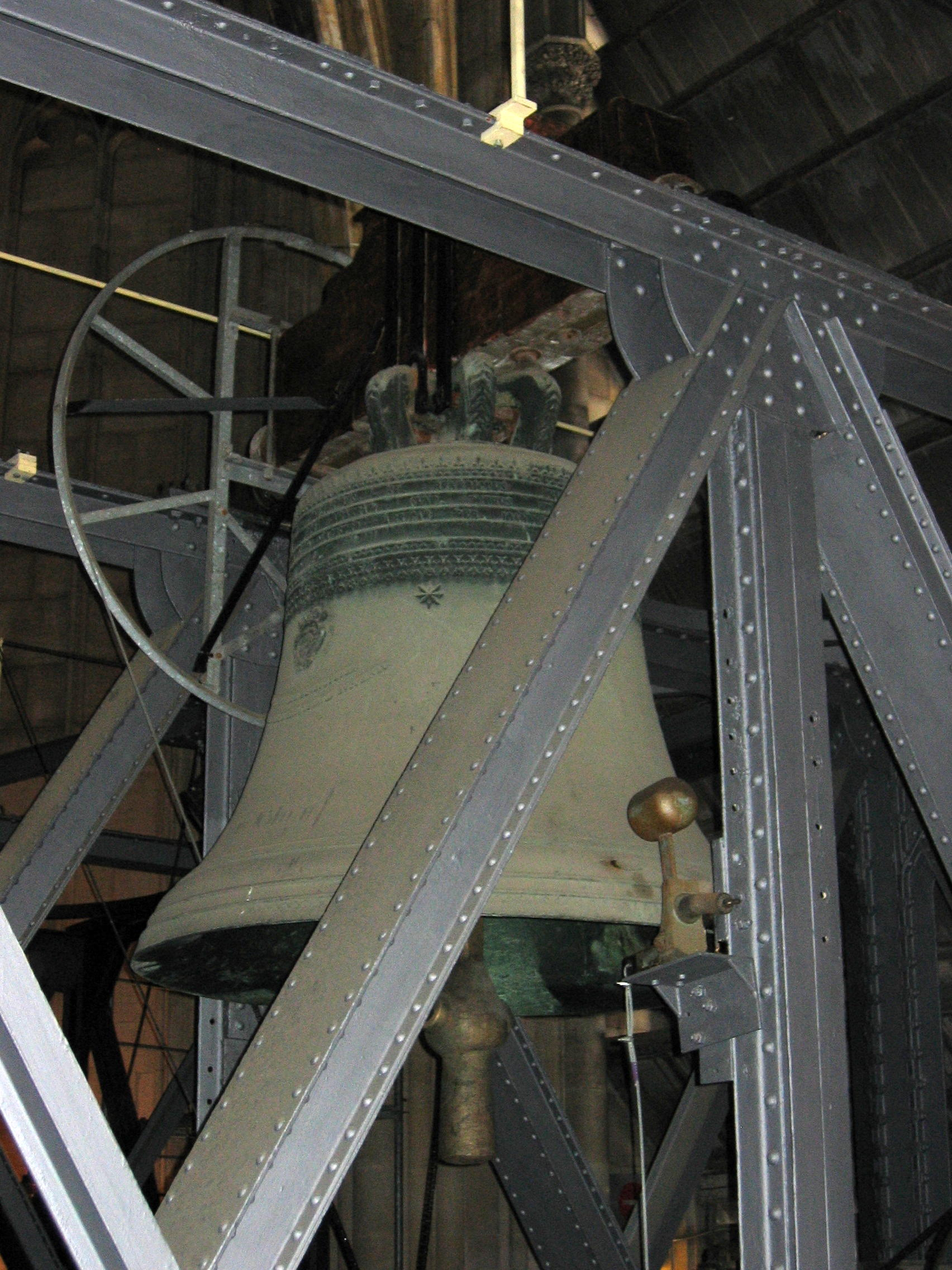
Dreikönigenglocke – Glocke 4.
Vorne: Schlagwerk für Angelus

Die Dreikönigenglocke ist die Glocke 4 des Kölner Domgeläuts. Sie wurde 1880 von Carl Louis Hermann Große in Dresden gegossen und ist im Glockenstuhl des Südturmes aufgehängt.

## Geschichte und Bedeutung
Im Mittelalter prägte die Dreistimmigkeit das Großgeläute. Die dritte im Bunde der Domglocken war und ist die Dreikönigenglocke, die bereits 1418 entstand, aber wegen mehrerer Sprünge dreimal neugegossen werden musste (1693, 1862, 1880). Dabei sollte ihr Schlagton stets beibehalten werden. Diesen hat der Gießermeister Carl Louis Hermann Große zwar genau getroffen (h0 +5), jedoch richtete er sich nach dem Ergebnis einer Falschmessung des Schlagtones ihrer Vorgängerin von 1862, wodurch der Schlagton etwas zu hoch ausgefallen war (vgl. Speciosa: a0 −2). Die Dreikönigenglocke von 1863 hieß auch Blut- oder Armesünderglocke bzw. Juridica, da sie für die Menschen läutete, die zum Tode verurteilt waren.
Die Geschichte ihres letzten Neugusses durch Carl Louis Hermann Große in Dresden spiegelt wie bei der Kaiserglocke die Schwierigkeiten zwischen Staat und Kirche im Kulturkampf wider. Auf der neuen Dreikönigenglocke war folgende Inschrift angebracht: „Den erhabenen Königen bin ich geweiht, nach Vollendung der Türme ward ich erneuert.“ (s. u. „PRAECLARIS REGIBUS SVM DICATA“). Denn der Guss der Glocke sollte kurz nach der Schlusssteinsetzung und den Vollendungsfeierlichkeiten am 15. August 1880 stattfinden. Der Kaiser verlegte jedoch eigenmächtig den Termin für die Feierlichkeiten auf den 15. Oktober, ohne dass das Domkapitel davon erfuhr und die Inschrift hätte ändern können. Außerdem wurde sie als einzige unter den Domglocken an ihrem Entstehungsort Dresden geweiht, da der Kölner Erzbischof, dem das Weiherecht zustand, im Exil leben musste.

## Daten

### Musikalisches
Alle Tonangaben in 16teln. V = Vertreter.
| Nominal (Schlagton) | Unterton | Prim-V | Terz  | Quint   | Abklingdauer (Unterton) | Abkling- verlauf |
| h0 +5               | B +3     | b0 +1  | d1 +6 | fis1 +3 | 90 Sekunden             | steht            |

### Technisches
| Gewicht | unterer Durchmesser | Schlagringstärke (durch Abnutzung) | Rippenkonstruktion | Aufhängung |
| ------- | ------------------- | ---------------------------------- | ------------------ | ---------- |
| 3800 kg | 1740 mm             | 135 (133) mm                       | schwer             | Holzjoch   |

## Inschrift

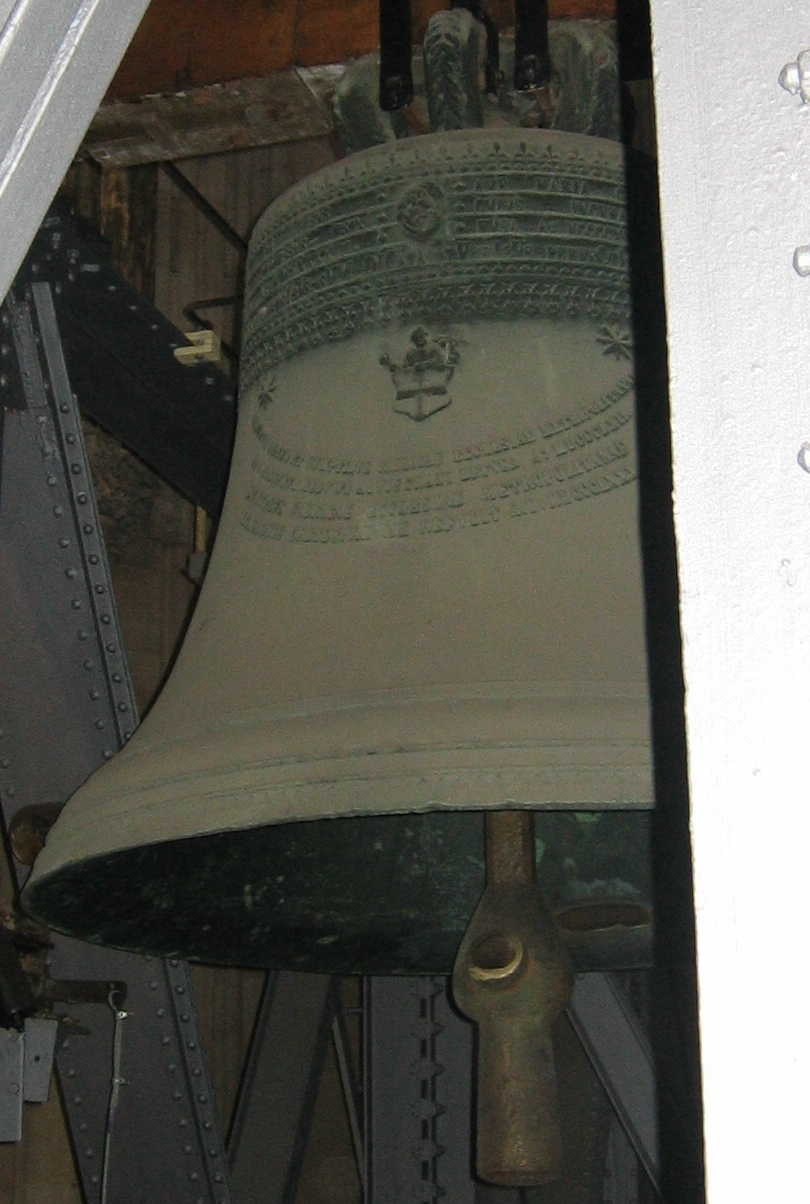
Detail mit Zier und Inschrift

Von allen Domglocken trägt die Dreikönigenglocke die reichsten Verzierungen in Form von Reliefs, Inschriften und anderen Schmuckzeichen.
◊ AVE MARIA GRATIA PLENA
DOMINVS TECVM BENEDICTA
TV IN MVLIERIBVS ET BENEDICTVS
FRVCTVS VENTRIS TVI IESVS ◊ /
◊ CVIVS INCVNABVLA CASPAR MELCHIOR
BALTHASAR STELLA FVCE VENERATI SVNT.
PETRVS FILIVM DIE VIVI PROFESSVS EST. ◊ /
◊ FVSA A: MCCCCXVIII DISRVPTA
PROCVRANTE HENRICO MERING PR(es)B(iter)O
CANONICO MAGISTRO FABRICAE PER
IOANNEM BOVRLET REFVSA
A: MDCXXXXIII. ◊
PRAECLARIS REGIBVS SVM DICATA TVRRIBVS PERFECTIS RENOVATA ( = 1880)
Vierzeilige Inschrift unter dem Kapitelswappen:
DISRVPTA DENVO ET SVMPTIBUS FABRICAE ECCLESIAE METROPOLITANAE /
PER JOSEPHVM BEDVWE AQUISGRANI REFVSA A: MDCCCLXII.
SVMPTIBUS FABRICAE ECCLESIAE METROPOLITANAE /
I. G. GROSSE DRESDENAE ME REFVDIT A: D. MDCCCLXXX.
Zweizeilige Inschrift unter dem Kurfürstenwappen:
IOSEPH CLEMENS ARCHIE(piscopus): COLL:
(=Coloniensis) /
S(acri). R(omani). I(mperii). P(ri)N(ceps): EL(ector):
V. TR: (= utriusque) BAV(ariae): DVX.
METALLVM SVPPLEVIT.
Übersetzung: Gegrüßet seist du, Maria, voll der Gnade, der Herr ist mit dir, du bist gebenedeit unter den Frauen, und gebenedeit ist die Frucht deines Leibes, Jesus, den in der Gestalt des Kindes Caspar, Melchior und Balthasar angebetet und verherrlicht haben und den Petrus als den Sohn des lebendigen Gottes öffentlich bekannt hat. Gegossen im Jahre 1418, gesprungen und auf Betreiben des Priesterdomherrn und Domkustos Heinrich Mering durch Johannes Bourlet neu gegossen im Jahre 1693.
Den erhabenen Königen bin ich geweiht und nach Vollendung der Türme erneuert ( = 1880).
Nochmals gesprungen und auf Kosten der Fabrik der Metropolitankirche durch Joseph Beduwe in Aachen neu gegossen im Jahre 1862.
Auf Kosten der Fabrik der Metropolitankirche hat mich J. G. Große in Dresden neu gegossen im Jahre des Herrn 1880.
Joseph Clemens, Erzbischof zu Köln, Kurfürst des Heiligen Römischen Reiches und Herzog von Ober- und Niederbayern, vervollständigte das Metall.

## Läuteordnung
Die Dreikönigenglocke erklingt üblicherweise an Sonntagen und Hochfesten zusammen mit den anderen Domglocken. An den Sonntagen der Weihnachts- und Osterzeit, in der Weihnachtsoktav und an Herrenfesten bildet sie die Grundglocke für das Teilgeläut zu den Heiligen Messen. Am 2. Weihnachtstag, an Pfingstmontag sowie zu Hoch- bzw. Pontifikalämtern, die auf einen gewöhnlichen Werktag fallen, wird die Dreikönigenglocke mit einem fünfminütigen Vorläuten vorangestellt, bevor das dazugehörige Teilgeläut einsetzt. Allein erklingt sie zu den Kreuzwegandachten in der Fastenzeit, zu den Trauermetten in der Karwoche sowie zu den Prozessionen am 6. Januar und während der Dreikönigswallfahrt. 
Zum Engel des Herrn wird die Glocke um 7:00, 12:00 und 19:30 Uhr zu je dreimal drei Schlägen angeschlagen; ein Teil der Inschrift bezieht sich auf den Englischen Gruß. In den 50 Tagen der Osterzeit erklingen hingegen viermal zwei kurze Schläge stellvertretend für das in dieser Zeit gebetete vierzeilige „Regina coeli“. 